# Tetri
Tetri es la unidad monetaria fraccional en la República de Georgia. Ésta fue puesta en circulación entre 1995 hasta 2006.
El vocablo «tetri» ("blanco") es el nombre de las antiguas monedas de oro, plata y cobre de la Georgia medieval.
100 tetri eran equivalentes a 1 lari.

## Imágenes de muestras
Estas monedas acuñadas en Georgia fueron acuñadas en la década de los 90, deberían mostrarse a tamaño real, a resolución 3,78 píxels por milímetro.
En georgiano los plurales solo se marcan cuando no se especifica la cantidad, por ello en ese idioma se diría 1 tetri, 2 tetri y el plural genérico tetrebi.
| Tetris antiguos                         | Tetris antiguos                                                                            | Tetris antiguos                                       | Tetris antiguos                                                                                |
| --------------------------------------- | ------------------------------------------------------------------------------------------ | ----------------------------------------------------- | ---------------------------------------------------------------------------------------------- |
| 1 tetri (anverso) · 1 tetri (reverso)   | 1 tetri (acuñado en 1993) diámetro: 15.0 mm (canto: 1.25 mm) acero inoxidable (1.38 g)     | 20 tetri (anverso) · 20 tetri (reverso)               | 20 tetrebi (acuñados en 1993) diámetro: 25.0 mm (canto: 1.62 mm) acero inoxidable (5.00 g)     |
| 2 tetri (anverso) · 2 tetri (reverso)   | 2 tetrebi (acuñados en 1993) diámetro: 17.5 mm (canto: 1.25 mm) acero inoxidable (1.90 g)  | 50 tetri – 1993 (anverso) · 50 tetri – 1993 (reverso) | 50 tetrebi (acuñados en 1993) diámetro: 19.0 mm (canto: 1.40 mm) cobre (2.50 g)                |
| 5 tetri (anverso) · 5 tetri (reverso)   | 5 tetrebi (acuñados en 1993) diámetro: 20.0 mm (canto: 1.32 mm) acero inoxidable (2.50 g)  | 50 tetri – 2006 (anverso) · 50 tetri – 2006 (reverso) | 50 tetrebi (acuñados en 2006) diámetro: 24.0 mm (canto: unknown) cuproníquel aleación (6.50 g) |
| 10 tetri (anverso) · 10 tetri (reverso) | 10 tetrebi (acuñados en 1993) diámetro: 22.0 mm (canto: 1.27 mm) acero inoxidable (3.00 g) |                                                       |                                                                                                |

- Datos: Q2339278
- Multimedia: Tetri / Q2339278